# Rochelle (Texas)
Rochelle es un lugar designado por el censo ubicado en el condado de McCulloch en el estado estadounidense de Texas. En el Censo de 2020 tenía una población de 169 habitantes y una densidad poblacional de 40,43 habitantes por km². Fue incluido como CDP en el censo de 2020.

## Geografía
Rochelle  se encuentra ubicado en las coordenadas 31°13′24″N 99°12′24″O / 31.22333, -99.20667. Según la Oficina del Censo de los Estados Unidos,  tiene una superficie total de 4,18 km², de la cual 4,16 km² corresponden a tierra firme y 0,02 km² a agua.